# Асфиксия
Асфиксия (на старогръцки: ασφύξις през латински – asphyxia) представлява патологично състояние, характеризиращо се с разстройство или спиране на дишането, в резултат на което възниква недостатъчно обогатяване на кръвта с кислород (хипоксемия), водещо до кислороден глад в тъканите (хипоксия). Недостатъчното снабдяване с кислород на мозъка води бързо до необратими мозъчни увреждания (за човек това са около 5 – 6 минути). Продължителната асфиксия причинява кома и смърт. Разстройството на дишането се нарича още задух, а самото спиране на дишането – задушаване. Думата асфиксия произлиза от представката „а-“, която значи „без“ и старогръцката дума за пулс, т.е. асфиксия означава без пулс, спиране на пулса.

## Причинители
Асфиксия се причинява от един или комбинация от няколко фактора:
- Механични – една от най-честите причини за асфиксия е попадане на обект в дихателните пътища,[3] причиняващо запушването им (чуждо тяло, течност, храна, стомашно съдържимо при повръщане, кръв при кръвоизлив и др.).
  - Към механичните причини за асфиксия спада и попадането на вода в белия дроб, т.нар. удавяне.
- Външни – притискане или увреждане на дихателните пътища или гръдния кош, затрудняващи влизането на кислород в белия дроб, т.нар. душене.
  - Обесването също е външен фактор за асфиксия, но при него тя се получава от прекъсване на кръвообръщението към мозъка.
- Химични – ниска концентрация на свободния кислород във въздуха, водеща до намаляване на оросяването на кръвта с кислород.
- Физиологични – недостиг на въздух при физически усилия или заболявания.
- Токсични – блокиране на мускулното движение на диафрагмата от различни вещества (например стрихнин).